# Горы Хиллари
Горы Хиллари (Hillary Montes, /ˈhɪləri ˈmɒntiːz/) — горы, которые достигают в высоту 1,6 километра над поверхностью карликовой планеты Плутон. Они расположены к северо-западу от Гор Норгея в юго-западном приграничном районе Равнины Спутника на юге области Томбо. Горы Хиллари впервые были обнаружены космическим зондом «Новые горизонты» 14 июля 2015 года, и обнаружение объявлено НАСА 24 июля 2015 года. Эти горы были названы в честь сэра Эдмунда Хиллари, новозеландского альпиниста, который вместе с непальским шерпой, Тенцингом Норгеем, были первыми альпинистами, достигшими вершины самого высокого пика на Земле, горы Эверест, 29 мая 1953 года. 7 сентября 2017 года Международный астрономический союз официально утвердил название.

## Относительный размер
Горы Хиллари имеют высоту до 1,6 километра, что составляет примерно половину высоты гор Тенцинга. Горы Хиллари схожи по высоте с горой Снежка, самой высокой в Чехии. Другие горы, сравнимые по высоте (над уровнем моря) — горы Катадин в штате Мэн, США, и Сирумалай в Тамил Наду, Индия.

## Галерея

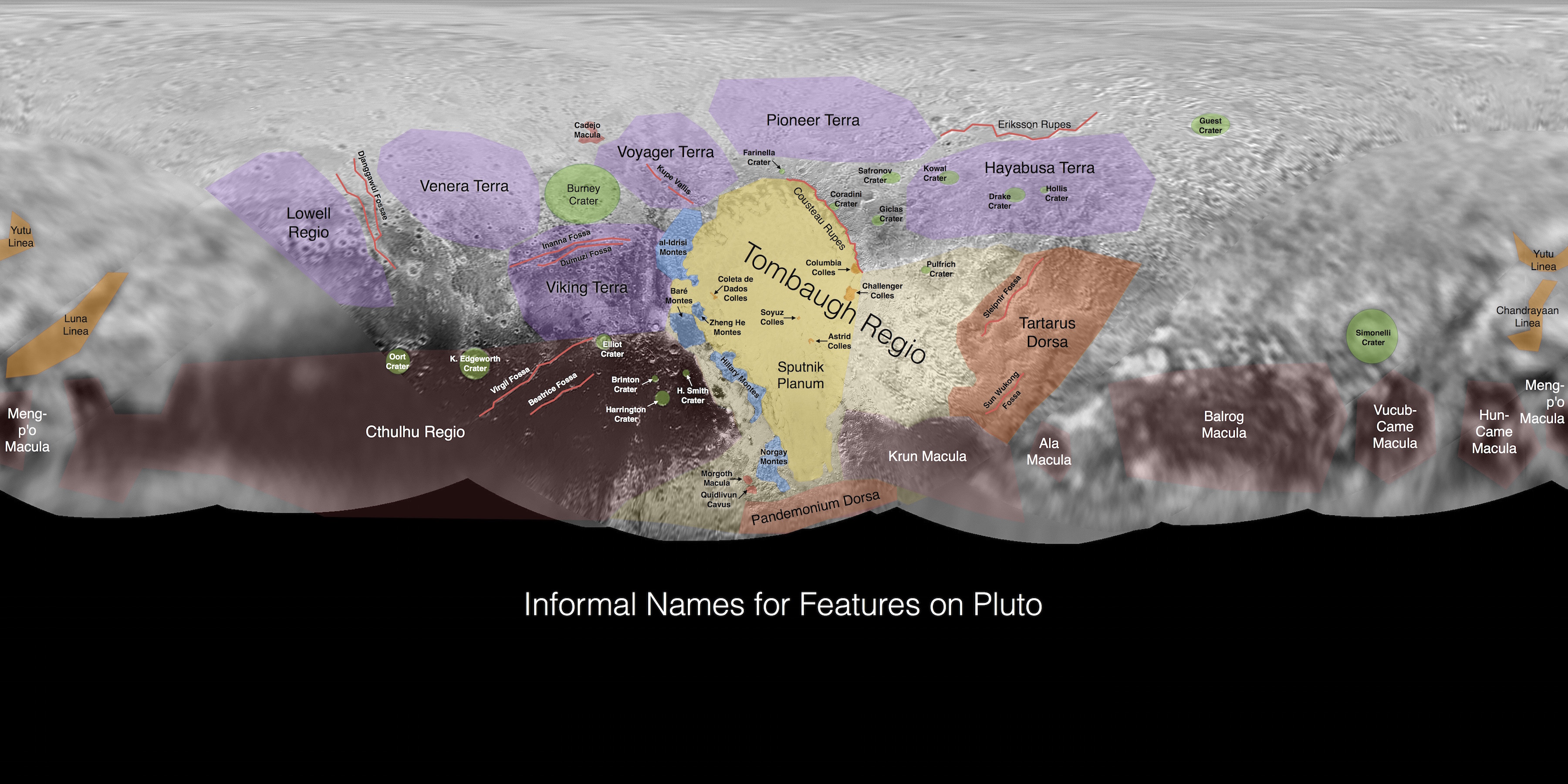
Плутон — детали рельефа (предварительные названия) (29 июля 2015)

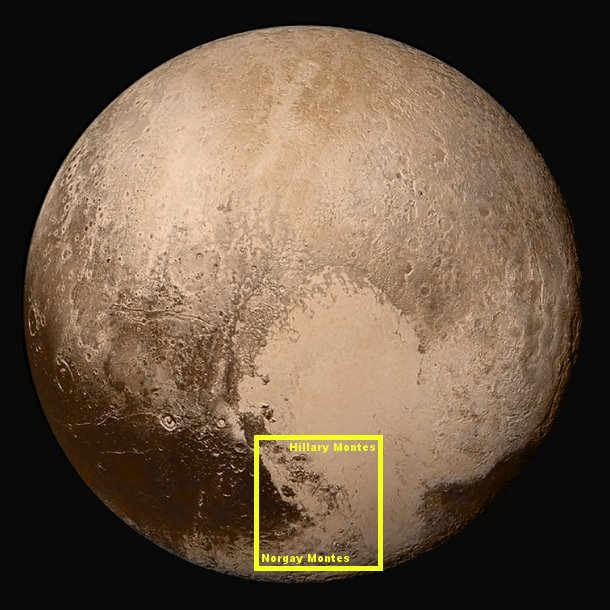
Плутон — горы Хиллари и горы Тенцинга (14 июля 2015)
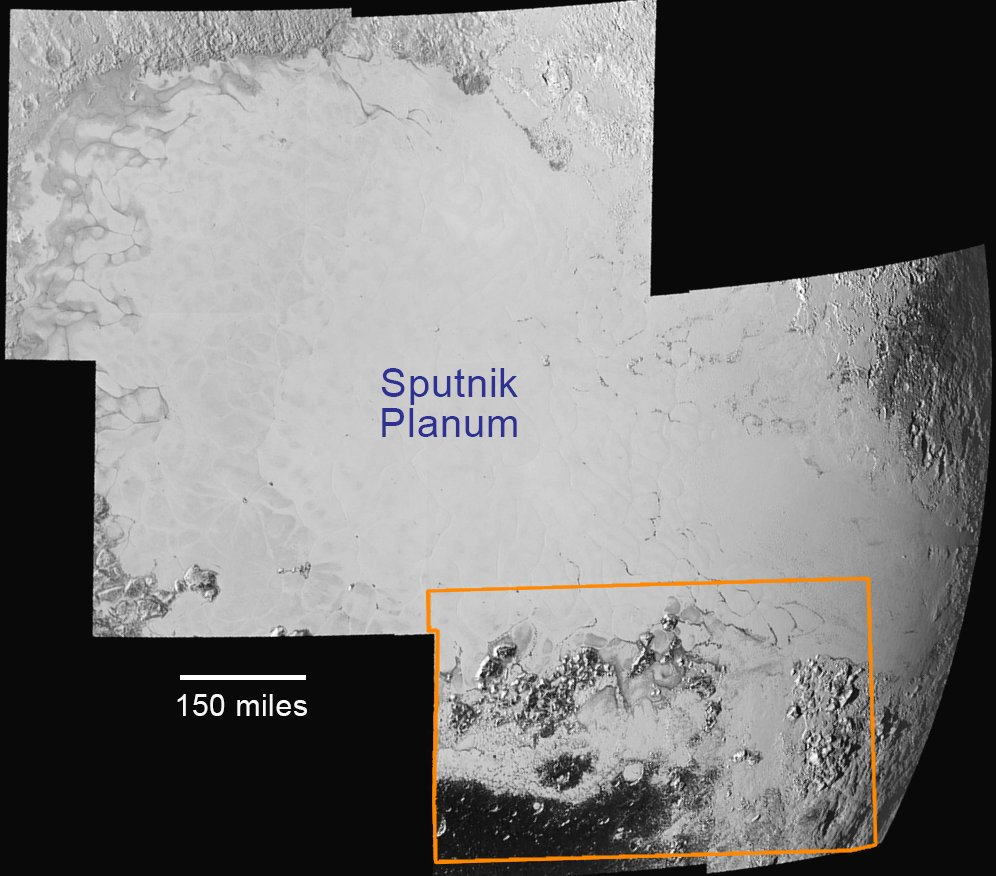
Горы Хиллари и горы Тенцинга (14 июля 2015)
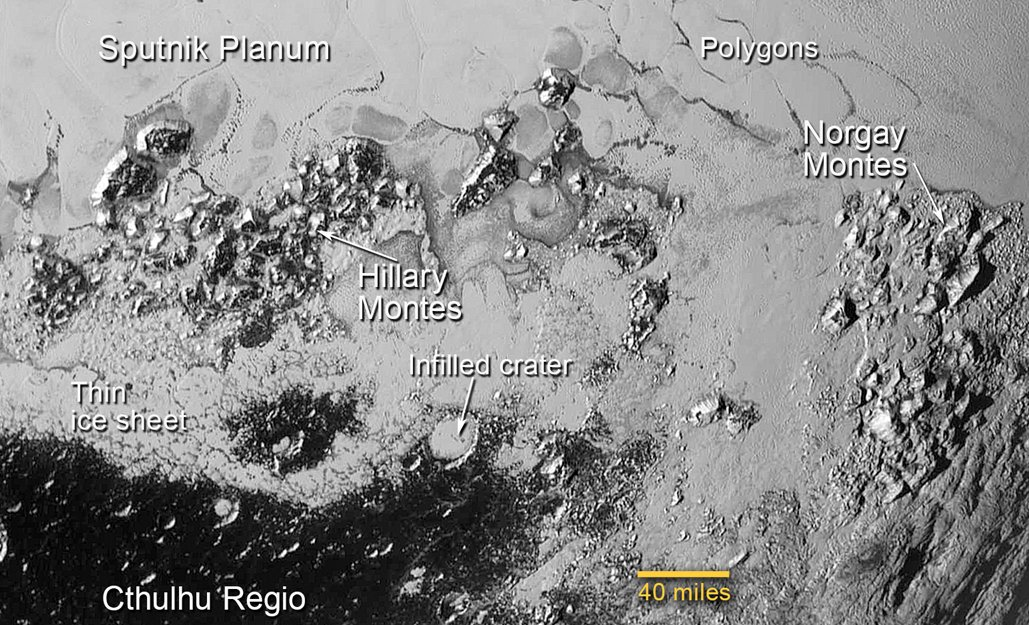
Горы Хиллари и горы Тенцинга (14 июля 2015)

### Видео
Облет Плутона (14 июля, 2015)